# Troglobio

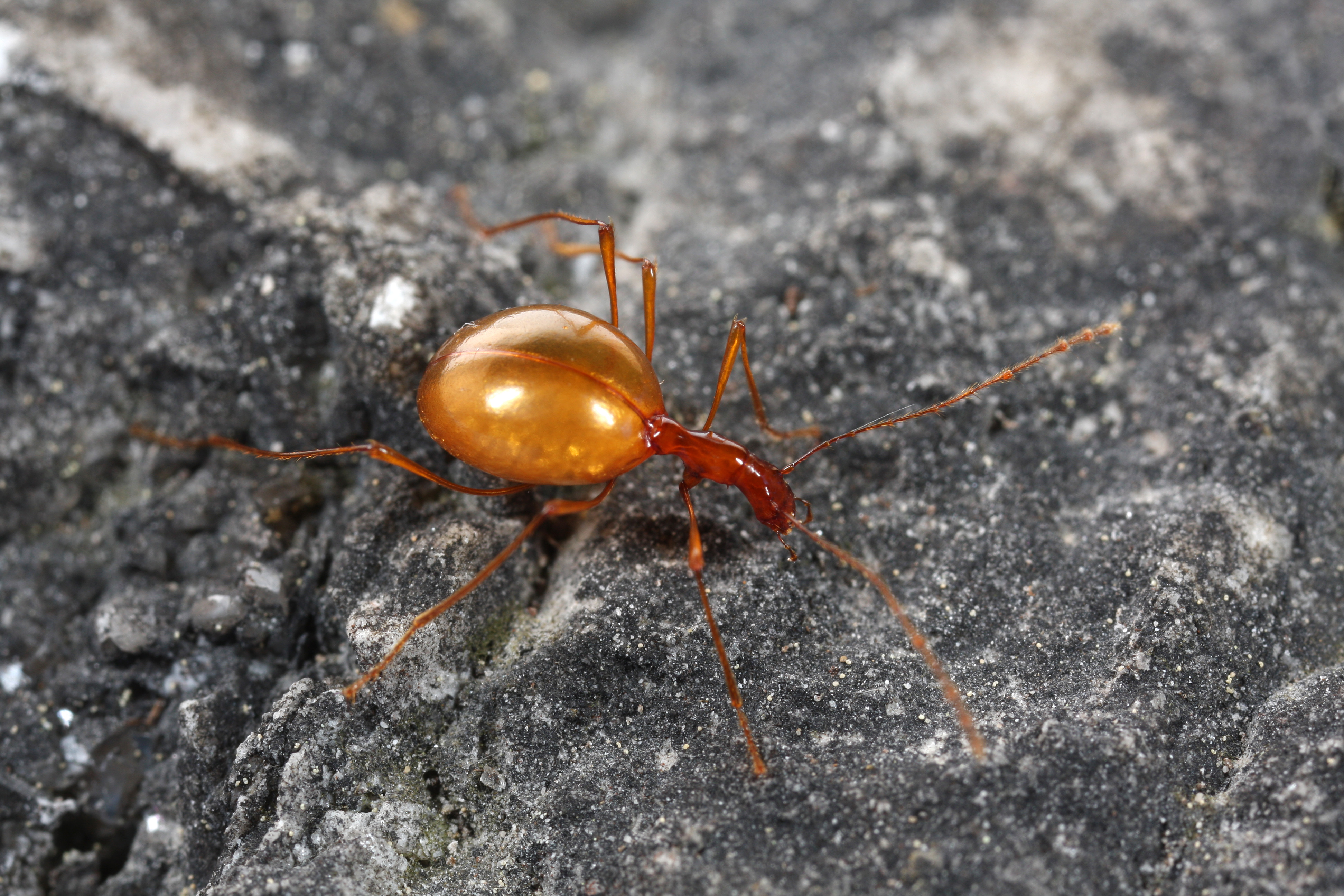
Leptodirus hochenwartii, un coleóptero troglobio.

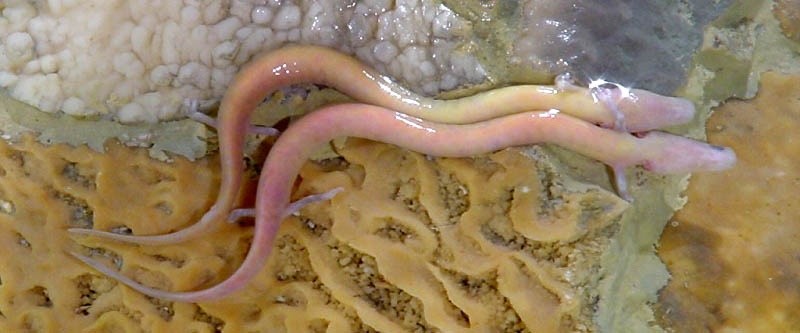
Ejemplares de Proteus anguinus, un anfibio troglobio.

Un troglobio o troglobionte es un animal que ha evolucionado adaptándose a la vida troglodita, hipogea o cavernícola, en cuevas. Se trata de animales procedentes del medio epigeo, que se han introducido paulatinamente en el medio hipogeo: no hay ningún animal originariamente de cueva.
El troglobio representa el máximo nivel de adaptación a este medio, distinguiéndose de troglófilos, que se introducen en estas oquedades ocasionalmente, y de trogloxenos, que lo hacen accidentalmente. En espeleología, la disciplina de las ciencias del karst que se dedica a su estudio es la Bioespeleología.

## Fauna troglobia

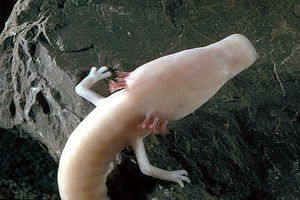
Detalle de la cabeza de Proteus anguinus

Son en su mayor parte invertebrados y entomofauna, y dada su adaptación, se encuentran no sólo en cavernas naturales, sino también en aquellas cavidades artificiales que reúnan las condiciones adecuadas de oscuridad, humedad, temperatura homogénea y aportes nutricionales mínimos. De hecho, en terrenos jóvenes y/o poco compactados, como los volcánicos, se encuentra fauna troglobia habitando fisuras y pequeñas oquedades. En realidad, para un invertebrado troglobio, una cueva no es más que una grieta grande.
El caso opuesto también es habitual, y se conocen especies que han evolucionado aisladas en una cueva concreta, de modo que la extinción de la población de la cueva supondría la extinción de la especie al completo.
Un vertebrado troglobio emblemático es el proteo (Proteus anguinus), un anfibio que puede vivir hasta 70 años. En la Edad Media se pensaba que eran crías de dragones.
No existen mamíferos exclusivamente cavernícolas, aunque algunos utilicen las cuevas como parte fundamental de su ciclo biológico. Los murciélagos son unos de estos mamíferos troglófilos y si se da la destrucción de cuevas que alberguen colonias importantes después no encontrarían un nuevo lugar donde dormir, hibernar y reproducirse.

## Características más comunes
- Elongación de cuerpo, extremidades y antenas: suelen ser más delgados y patilargos que sus parientes del exterior.
- Despigmentación: tienden a perder su coloración normal hasta ser incluso completamente incoloros. La pigmentación es una medida de foto-protección, y en ausencia de luz pierde su sentido.
- Pérdida de la vista, con ojos pequeños (microftalmia) o completamente atrofiados (anoftalmia), al ser innecesarios en un ambiente de oscuridad absoluta.
- Son estrategas tipo K, caracterizados por una ralentización del metabolismo, una vida relativamente longeva y que basan su reproducción en una progenie escasa, pero bien cuidada. Un ejemplo son las arañas troglobias, que se reproducen a partir de un solo huevo por puesta (grande y bien nutrido), a diferencia de sus parientes en la superficie que ponen muchos huevos.
- Son especies de equilibrio que basan su dinámica poblacional en ajustarse al valor de carga del ecosistema, de modo que pequeñas variaciones en su ambiente pueden suponer una repercusión negativa importante para una especie.

Las especiales condiciones de las cuevas (temperatura baja y constante, humedad cercana a la saturación, etc.) han permitido que en lugares donde el clima se ha hecho más árido persistan especies en el medio hipogeo que se han extinguido en el epigeo.